# Lacul Tineretului

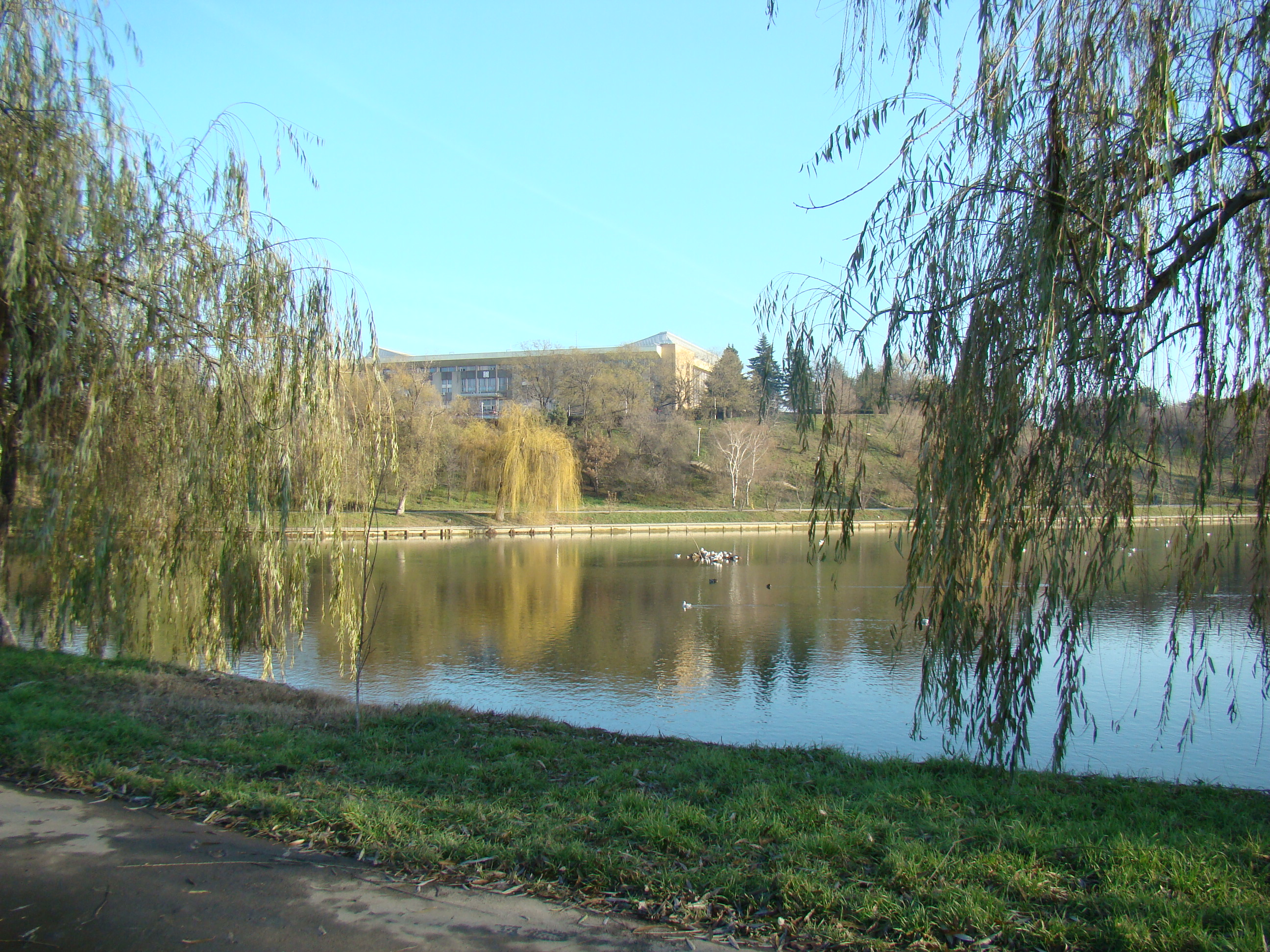
Lacul Tineretului

Lacul Tineretului este un lac din București, sectorul 4, situat în Parcul Tineretului, cu o suprafață de 13 ha. Proiectantul parcului, Valentin Donose, a propus realizarea unui mare lac, alimentat natural din pânza freatică și are trei insule , dintre care două sunt legate de mal prin poduri mici.
Lacul este monitorizat de "birdwatcherii" bucureșteni datorită speciilor rare de păsări ce folosesc zona pentru hrană sau repaus în timpul migrațiilor și al iernii.

## Galerie de imagini

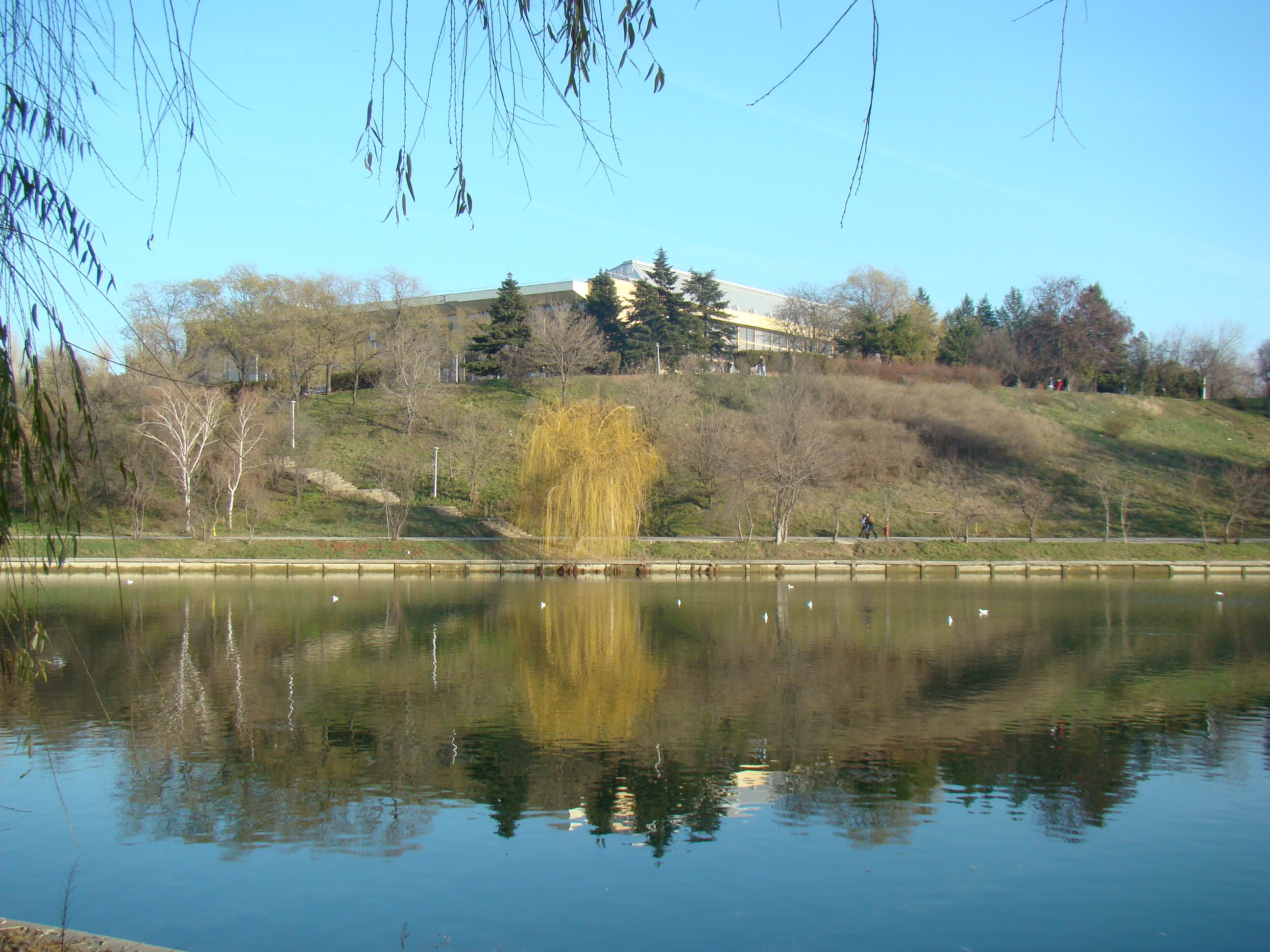
Vedere spre Sala Polivalentă
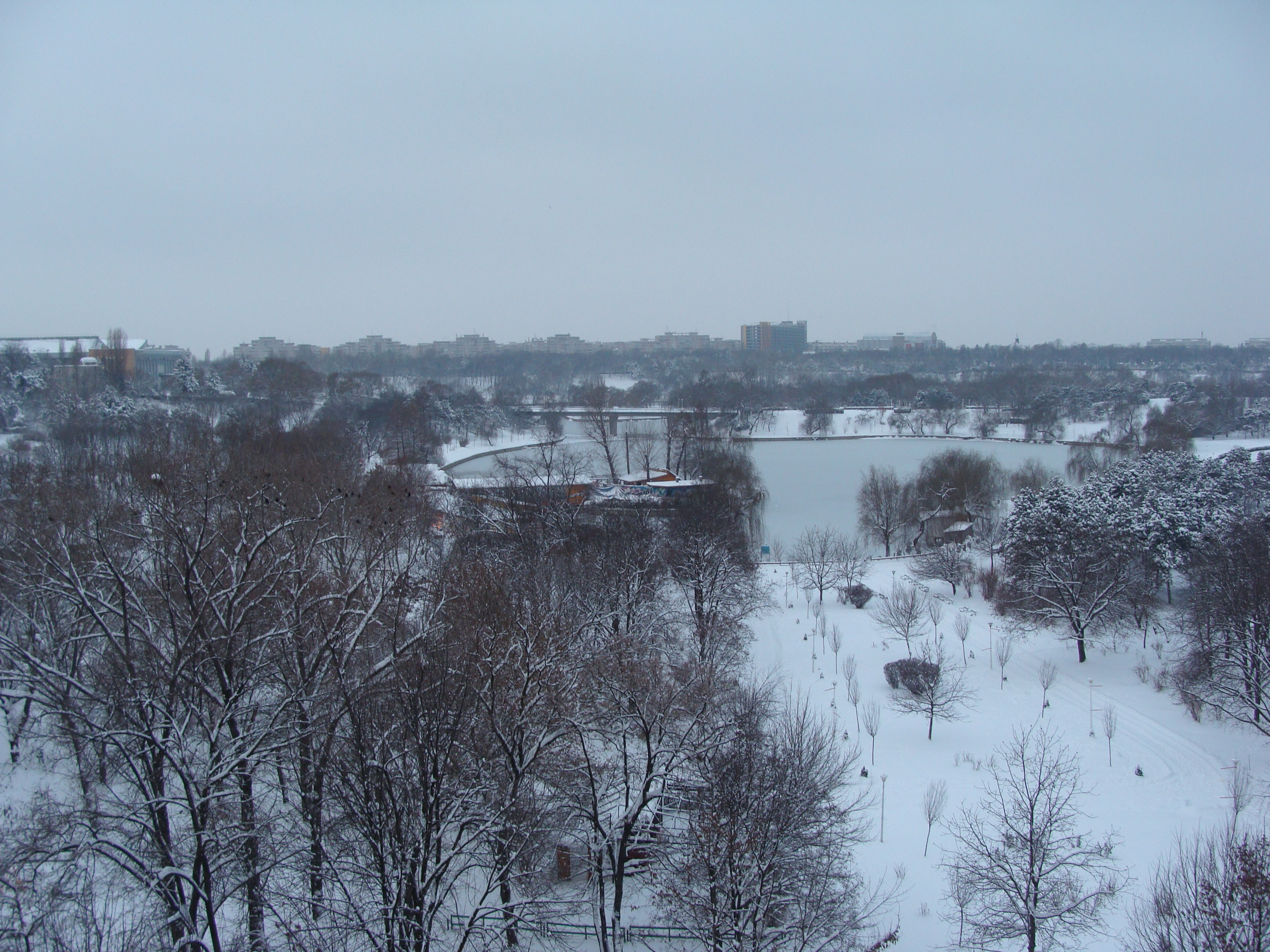
Vedere dinspre Bulevardul Tineretului
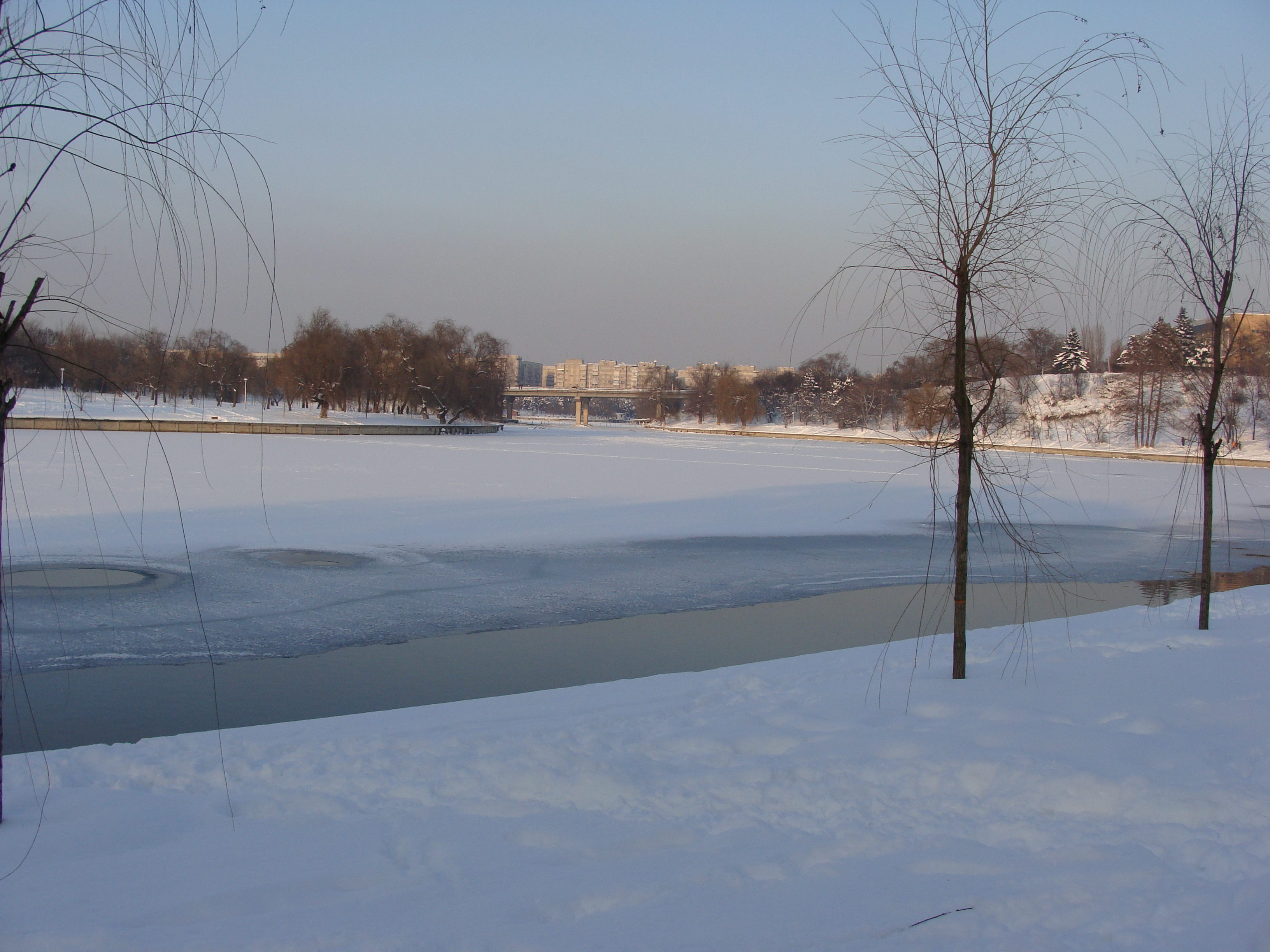
Lacul Tineretului îngheţat
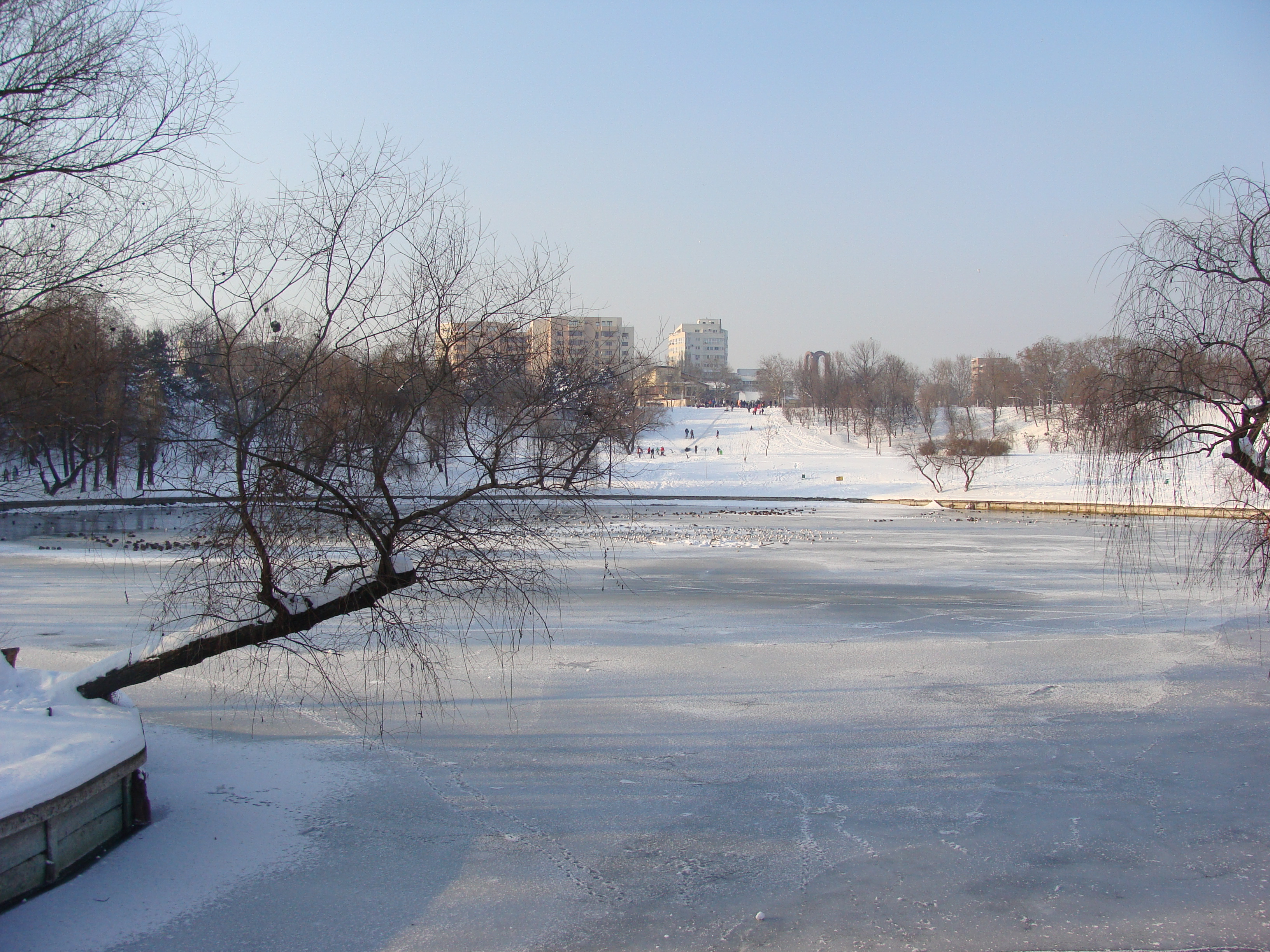
Lacul Tineretului spre calea Şerban Vodă